# Estico
Estico (Stichus) es una obra de teatro del comediógrafo latino Plauto. Se representó en el año 554 de Roma (200 a. C.) en los Ludi Plebeii. El original es de Menandro, si bien con diferente desenlace.

## Argumento
La comedia podría denominarse más propiamente el Triunfo del amor conyugal, pues se trata en ella de la perseverante fidelidad que dos jóvenes casadas guardan a sus maridos, unos infelices cuya pobreza les ha obligado a ir a buscar fortuna en tierra extranjera.
A las dos jóvenes, después de que han transcurrido tres años, se afanan por casarlas en segundas nupcias. La mayor se siente inclinada a doblegarse a la voluntad de su padre o señor, pero la menor la anima, y ambas aguardan al fin a sus esposos. Al poco, regresan ambos con una gran fortuna, por lo que cambian las cosas, pues todos los adulan y agasajan. La pieza concluye  con una fiesta en la que come, bebe y danza Estico, esclavo de uno de los maridos, con el esclavo del otro y con una impúdica meretriz de la que ambos siervos se enamoran, y concluye este grotesco fin de fiesta dándose de beber a la auleta que acompaña el canto, como si entre nosotros, en una zarzuela, los actores hicieran beber a la orquesta.

## Personajes
Véase Personajes comunes de la comedia romana
Véase Personajes típicos de la comedia plautina
- La esposa de Epignomo, PANEGÍRIDE (PANEGYRIS VXOR EPIGNOMI).

- La HERMANA de ella y esposa de Panfilipo (SOROR VXOR PAMPHILIPPI): más joven que Panegíride.

- El viejo ANTIFÓN (ANTIPHO SENEX): padre de las dos hermanas.

- El parásito[6] GELÁSIMO (GELASIMVS PARASITVS).

- La esclava CROCOCIO (CROCOTIVM ANCILLA): sierva de Panegíride.

- El mocito PINACIO (PINACIVM PVER): esclavo de Panegíride.

- EPIGNOMO (EPIGNOMVS): hermano de Panfilipo.

- PANFILIPO (PAMPHILIPPVS).

- El esclavo ESTICO (STICHVS SERVVS): siervo de Epignomo.

- El esclavo SANGARINO (SANGARINVS SERVVS): siervo de Panfilipo.

- La esclava ESTEFANIO (STEPHANIVM ANCILLA): auleta, sierva de la hermana de Panegíride.

## Comentario
Nuestro poeta, como se puede inferir por el breve resumen del argumento, podría haber ofrecido en esta pieza una elevada enseñanza de las virtudes conyugales y sobre el culto servil que se tributa en el mundo a la riqueza y a la fortuna. Pero el poeta latino más parece que se propone ofrecernos en ella el triunfo de la gastronomía, pues en toda la comedia se trata hasta la saciedad y con notable impertinencia de comilonas y banquetes, cuando habiendo hecho de las dos castas esposas unas modestas penélopes y habiendo dado más movimiento dramático a la virtud que las ennoblece, haciéndolas resistir, por ejemplo, el asedio de sus amantes impertinentes, hubiera podido hacerse de esta pieza una de las más amables e interesantes del repertorio de Plauto.